# Mecistocephalus akashii
Mecistocephalus akashii är en mångfotingart som beskrevs av Masatoshi Takakuwa 1942. Mecistocephalus akashii ingår i släktet Mecistocephalus och familjen storhuvudjordkrypare. Inga underarter finns listade i Catalogue of Life.